# Wolfgang Amerbacher

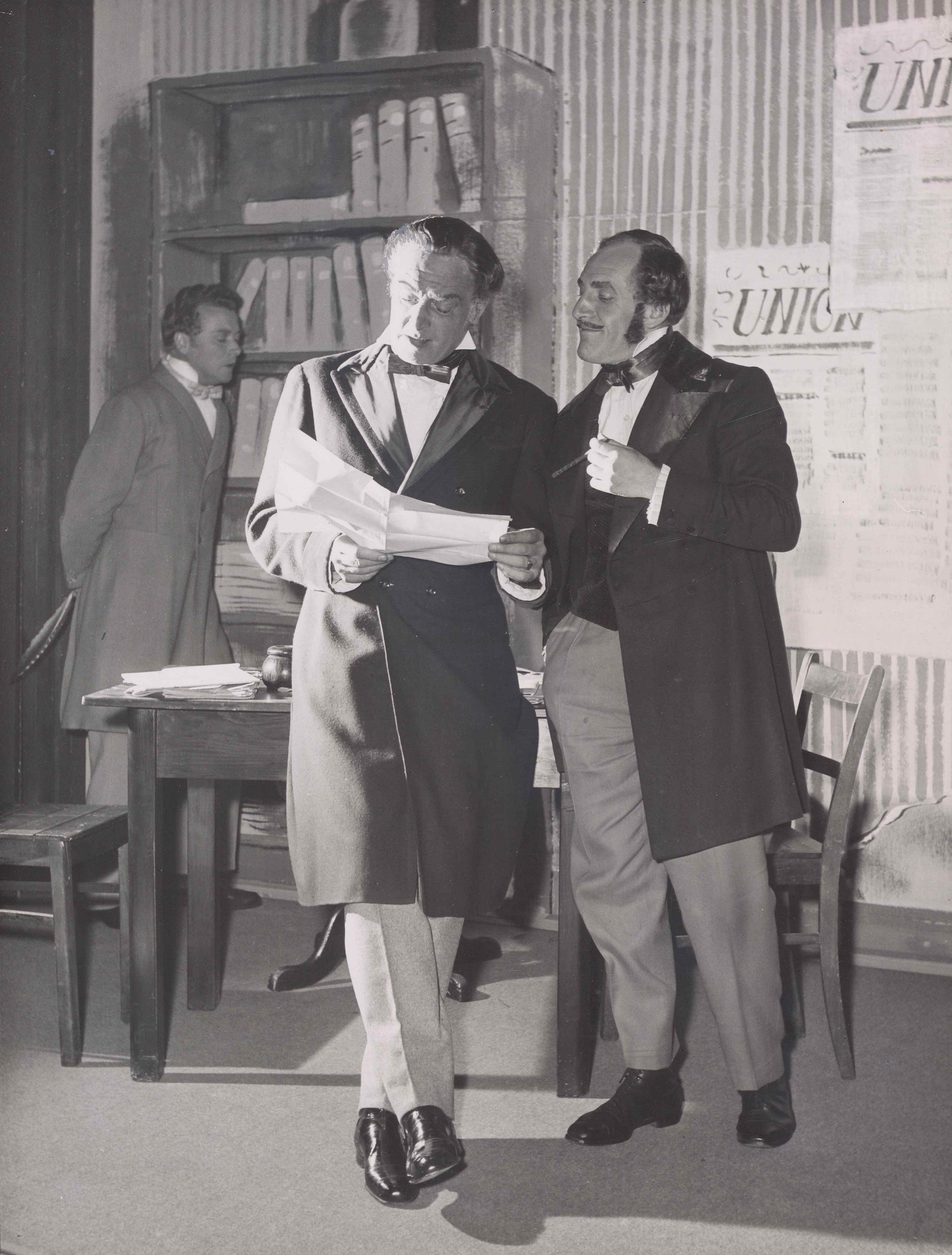
Waldemar Leitgeb und Wolfgang Amerbacher in Die Journalisten am Badischen Staatstheater Karlsruhe (1953)

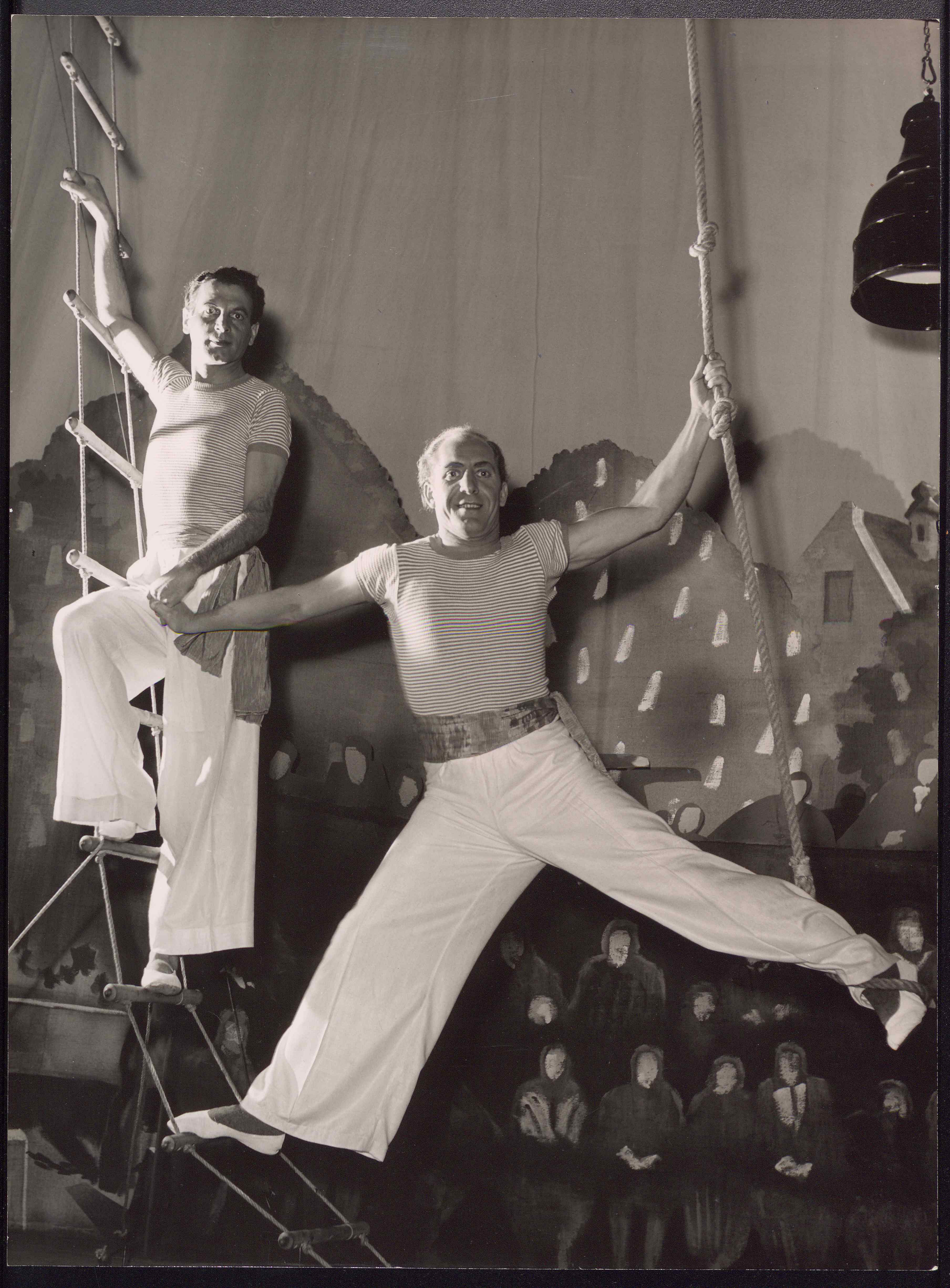
Werner Nippen und Wolfgang Amerbacher ebenda in Katharina Knie (1954)

Wolfgang „Wolf“ Amerbacher (* 2. November 1921 in Karlsruhe; † 1971) war ein deutscher Schauspieler, Hörspiel- und Synchronsprecher.

## Leben
Wolf Amerbacher erhielt seine künstlerische Ausbildung an der staatlichen Kunstakademie seiner Heimatstadt und gab in Karlsruhe 1951 auch seinen Bühneneinstand. Bis 1955 hatte er ein Engagement am Badischen Staatstheater Karlsruhe. Die ARD-Hörspieldatenbank listet ihn 1952 erstmals mit einer kleinen Rolle in einem Hörspiel auf, dann noch einmal 1961. Erst ab Mitte der 1960er-Jahre sind bis zu seinem Tod regelmäßige Arbeiten als Schauspieler und Sprecher nachgewiesen, umfangreich war insbesondere seine Tätigkeit in der Synchronisation. 1970 spielte er in dem Stück Das Geld liegt auf der Bank von Curth Flatow unter der Regie Erik Odes an der Kleinen Komödie in München.
Sein Kameradebüt gab Amerbacher 1966 in einer Folge der ARD-Vorabendserie Förster Horn, danach übernahm er sporadisch weitere Aufgaben für das Fernsehen, so in den Serien Die Firma Hesselbach oder Das Kriminalmuseum. 
Postume Popularität brachte ihm schließlich noch die Serie Privatdetektiv Frank Kross ein, in der er in mehreren Folgen die Figur des Kommissar Eberle spielte.
Neben einer Reihe von Hörspielen war Amerbacher seit Mitte der 1960er-Jahre ein viel beschäftigter Synchronsprecher mit zahlreichen Sprechrollen. So lieh er wiederholt ausländischen Kollegen in den Serien Bonanza und Tennisschläger und Kanonen seine Stimme, in Spielfilmen war er häufig die deutsche Stimme des US-amerikanischen Schauspielers Jason Wingreen. Mehrmals synchronisierte Amerbacher auch deutsche Kollegen.
Zwei Tage nach Abschluss zu den Dreharbeiten der Serie Privatdetektiv Frank Kross schied Wolfgang Amerbacher durch Suizid aus dem Leben.

## Filmografie
- 1966: Förster Horn – Revier verseucht
- 1966: Die Firma Hesselbach – Herr Hesselbach und der Film
- 1967: Crumbles letzte Chance
- 1968: Das Kriminalmuseum – Die Reifenspur
- 1968: Berliner Blockade
- 1971: Ehen vor Gericht – In Sachen: Henrich gegen Henrich
- 1972: Privatdetektiv Frank Kross (5 Folgen als Kommissar Eberle)

## Hörspiele (Auswahl)
- 1952: Schützenstraße 151 – Autor: Kurt Scheid – Regie: Hans Goguel
- 1961: Der Fremde – Autor: Albert Camus – Regie: Rolf Hädrich
- 1961: Ungeduld des Herzens – Autor: Stefan Zweig – Regie: Gert Westphal
- 1964: Das Gesellschaftsspiel – Autor: Wolfgang Graetz – Regie: Hermann Naber
- 1965: Die Hatz von Vodubice oder Wenn Bären sprechen könnten – Autor: Dieter Meichsner – Regie: Ulrich Lauterbach
- 1966: Stichtag – Autor: Arnold Krieger – Regie: Fritz Köhler
- 1968: Alberts Brücke – Autoren: Tom Stoppard und John Hurt – Regie: Hans Bernd Müller
- 1968: Die Gentlemen bitten zur Kasse – Autor und Regie: Sándor Ferenczy
- 1969: Auf der Strecke – Autor: Taufik El-Hakim – Regie: Siegfried Niemann
- 1969: Schöne Bescherung – Autor: Peter Göbbels – Regie: Hans Bernd Müller
- 1970: Die Wellenreiter – Autor und Regie: Hermann Moers
- 1970: Kalt wie Marmor – Autor: Louis C. Thomas – Regie: Rolf von Goth

## Synchronrollen (Auswahl)
- James Whitmore in Planet der Affen und Die Rache der glorreichen Sieben
- Bernard Blier in Der Fremde
- Jack Elam in Duell der Gringos
- James Gregory in Rückkehr zum Planet der Affen
- Leo Gordon in Zwei Kerle aus Granit
- Eduardo Fajardo in Eine Bahre für den Sheriff
- Jack Klugman in Zum Teufel mit der Unschuld
- Desmond Llewelyn in Tschitti Tschitti Bäng Bäng
- Carlo Hintermann in Fünf gegen Casablanca
- José Guardiola in Django, der Rächer
- Ralph Meeker in Der Sheriff
- Dan Sturkie in Die rechte und die linke Hand des Teufels
- Vladimir Medar in Winnetou und Shatterhand im Tal der Toten
- Frank McGrath (als Onkel Lucius) in Tammy, das Mädchen vom Hausboot

ferner folgende deutschsprachige Kollegen:
- Jochen Brockmann in Die drei Supermänner räumen auf
- Dieter Eppler in Todesschüsse am Broadway
- Michael Janisch in Und Jimmy ging zum Regenbogen
- Hansi Waldherr in Dynamit in grüner Seide